# 인터넷 키워드 서비스
인터넷 키워드 서비스는 영문으로 표현되는 웹 브라우저의 주소창에 키워드를 입력하여 해당 웹 사이트로 이동할 수 있도록 해주는 서비스이다. 인터넷 키워드는 도메인 주소에 비해 짧고 편리하며 기억하기 쉬운 장점이 있으나 국제 표준이 정해지지 않아 다수의 민간 기업들에 의해 사설 서비스 방식으로 운영되는 단점이 있다. 인터넷 키워드를 한글로 표시한 것을 한글 인터넷 주소라고 한다.

## 개요
인터넷은 4자리 숫자로 구성된 IP 주소로 운영된다. 그러나 사람은 숫자를 기억하는 것에 한계가 있기 때문에 이를 보다 편하고 쉽게 외울 수 있도록 제정한 것이 도메인이다. 도메인은 국제인터넷주소관리기구(ICANN)에서 일괄적으로 관리하므로 전 세계 어디서나 사용할 수 있다. 이 도메인도 영어가 익숙하지 않은 나라에서는 사용하기 어렵다는 단점이 있다. 이에 따라 생겨난 서비스이다. 현재 표준으로 인정받은 다국어 도메인이 나오기 전 통용되던 방식이다.

### 차이점
현재 표준으로 지정된 다국어 도메인과 인터넷 키워드 서비스의 가장 큰 차이점은 점(.)으로 구분되는 계층구조가 없다는 뜻이다. 예를 들어서 '위키백과'를 들어 표현한다면 다국어 도메인으로는 '위키백과.org' 또는 '위키백과.한국' 등으로 표현할 수 있지만 인터넷 키워드 서비스로는 '위키백과'로 표현할 수 있게 된다.

## 서비스 방식

기본적인 웹 접속 방식

인터넷 키워드 서비스는 크게 두가지 방식으로 운영된다.

### DNS 후킹 방식
일반적으로 DNS에 주소 대신 이러한 키워드가 전송될 경우 오류를 일으키게 된다. 이때 브라우저는 "없는 사이트"라는 오류를 보여주거나 자신들이 운영하는 검색 사이트의 검색 결과(인터넷 익스플로러 6의 경우 msn) 등을 보여준다. 이때 DNS 서비스 업체와 제휴를 맺어 "없는 사이트"라는 오류를 일으키지 않고 자신들의 회사에서 운영하는 데이터베이스에서 해당 키워드와 매칭된 사이트로 이동하도록 한다.

### 플러그인 후킹 방식
주소창에 일반적인 도메인 형식이 아닌 키워드 형식의 단어가 입력된 경우 자동으로 플러그인이 자신들의 도메인 키워드 서비스로 연결하는 방식이다.

## 문제점
가장 큰 문제점은 이 서비스는 표준화된 서비스가 아니므로 브라우저와 ISP, DNS 환경, 플러그인 설치 여부 등에 의하여 서비스를 이용할 수도 있고, 이용하지 못할 수도 있다는 점이다. 이러한 문제점은 사이트 운영자가 이러한 인터넷 키워드를 구입한다고 하더라도 모든 이용자의 접속을 보장하지 못한다는 점에서 매우 불리한 상황에 처해 있다.

### 브라우저 별 문제점

#### 인터넷 익스플로러
인터넷 익스플로러 6까지는 DNS 후킹 방식에 큰 제한을 두지 않았다. 하지만 인터넷 익스플로러 7부터는 다국어 도메인을 제외하고 이러한 키워드 형식이 주소창에 입력되었을 때 DNS에 키워드를 보내지 않고 사용자가 지정한 검색 사이트로 키워드를 보내게 되었다. 이로 인해 대한민국의 인터넷 키워드 서비스 업체는 플러그인을 추가 배포하는 것으로 해결하였으나 이는 DNS 후킹 방식에 비해 이용자 수를 대폭 하락하게 만드는 원인이 되었다.

#### 구글 크롬
위에서 밝힌 인터넷 익스플로러 사례와 같이 다국어 도메인을 제외하고 이러한 키워드 형식이 주소창에 입력되었을 때 DNS에 키워드를 보내지 않고 사용자가 지정한 검색 사이트로 키워드를 보낸다.

## 서비스 인프라
현재 대한민국에서 키워드 서비스를 제공하는 업체 중 가장 큰 업체는 넷피아와 디지털네임즈가 있고, 그외 다수의 플러그인 후킹 방식의 업체들이 난립하고 있다. 넷피아는 플러그인 배포와 별도로 ISP인 SK브로드밴드와 LG유플러스, 티브로드, 온세텔레콤과 제휴를 맺어 DNS 후킹 방식의 서비스를 제공하고 있다. 디지털네임즈는 플러그인 후킹 방식을 주력으로 KT와 제휴를 맺은 것으로 알려지고 있다. 위 두 업체는 특허와 ISP 계약에 관해 상호 비방과 소송전을 다수 벌인 바 있다.

## 같이 보기
- 도메인 이름
- 넷피아